# Agrostis barceloi
Agrostis barceloi är en gräsart som beskrevs av L.Sáez och Josep Antoni Rosselló. Agrostis barceloi ingår i släktet ven, och familjen gräs.
Artens utbredningsområde är Balearerna. Inga underarter finns listade i Catalogue of Life.